# Matsutaké
Tricholoma matsutake
Espèce
Synonymes
Basionyme : * Armillaria matsutake S.Ito & S.Imai
- ? Armillaria nauseosa A.Blytt[2]
- ? Tricholoma caligatum var. nauseosum (A.Blytt) Bon[2]
- ? Tricholoma nauseosum (A.Blytt) Kytöv.[2]

Statut de conservation UICN

 VU  : Vulnérable
Le matsutaké,
(マツタケ, 松茸, « champignon du pin ») est un champignon tricholome très prisé dans la cuisine japonaise. Le terme matsutaké (prononcé mattaké dans le Kansai) est en usage dans tout l'archipel et à tous les titres :   
- scientifique international, c'est le binôme latin : Tricholoma matsutake, Armillaria magnivelaris.
- nom japonais normalisé ou scientifique national (和名 / 日本の学名) : écriture phonétique dite katakana[7] : マツタケ (matsutake),
- commercial et littéraire (au Japon), en hiragana[8] (ou en kanjis : まつたけ [littéraire et poétique], まったけ [mattaké], 松茸, « oreille du Pin »[9].

Chose rare, il n'est pas concurrencé par d'autres noms vernaculaires ou régionaux. Par contre, la forte consommation annuelle au Japon (3 000 t environ, dont la moitié est importée), et un prix de vente au détail sur le marché intérieur pouvant atteindre 100 000 à 160 000 yens (800 à 1 280 €) le kilogramme, encouragent une synonymisation outrancière des espèces ou variétés ressemblantes, mais distinctes, poussant dans des milieux très différents, pour tenter de s'octroyer une sorte d'appellation d'origine contrôlée ou un label de qualité.
Au sens strict, le matsutaké « vrai », identifiable à son parfum caractéristique, serait inféodé aux racines de Pinus densiflora Sieb. et Zucc. [ Aka-matsu ], un des arbres les plus communs au Japon. Les forêts dites « à matsutaké » sont bien plus lucratives pour leurs matsu-takés que pour la valeur marchande du bois d'Aka-matsu.
L'abondance de ses poussées traditionnelles, sa grande taille et son parfum suave, aromatique, exercent sur les Japonais une fascination qui alimente une frénésie automnale de parties de chasse (松茸狩り, Matsutaké-kari), avec barbecues pour le cuisiner et le déguster in situ.
C'est le plus prisé des champignons dans la civilisation et la gastronomie japonaise où il arrive en tête devant la truffe du Périgord et la truffe du Piémont, caractérisé par son parfum sui generis, à la fois « suave et capiteux », immortalisé par l'adage : « Qui dit fragrance dit matsutaké, qui dit saveur dit shimeji » [textes anciens, proverbes, cueillette figurée par des statuaires de l'époque Yayoi, etc.)[citation nécessaire]. Son nom en chinois : 鲍鱼菇 ; pinyin : bàoyúgū ; litt. « champignon ormier » ou encore chinois : 松菌 ; pinyin : sōngjūn ; litt. « bactérie des pins ».

## Historique de la taxinomie du groupe
Tricholoma matsutake a été décrit comme espèce nouvelle pour la science par les mycologues japonais S. Ito et S. Imai en 1925, placé initialement dans le genre Armillaria (en raison de son pied chaussé très haut dans une armille engainante), puis transféré dans le genre Tricholoma par le mycologue allemand Singer en 1943,. Nom actuel : Tricholoma matsutake  (S. Ito & S. Imai) Singer (1943), Annales mycologici, edii in notitiam scientiae mycologicae universalis, 41(1-3), p. 77
Le premier taxon publié dans ce groupe de tricholomes à chapeau écailleux et muni d’une armille fut l'Agaricus ponderosus en 1873 du mycologue américain Peck, nom illégitime, redécrit comme Armillaria magnivelaris Peck en 1878,, enfin Tricholoma magnivelare par Redhead en 1984.
La synonymie de magnivelaris est difficile à débrouiller avec Tricholoma murrillianum Singer (1942), Lloydia, 5, p. 113,.
Il est remarquable que l'odeur n'ait été signalée par aucun mycologue américain à l'époque. En Europe, pays de tradition mycophile ou mycophage, la robustesse et l'odeur sont les deux critères majeurs.
Agaricus focalis var. goliath Fries (1857), Monographia hymenomycetum sueciae, 1, p. 37 
Agaricus goliath (Fries) Fries (1874), Hymenomycetes europaei sive epicriseos systematis mycologici, p. 40 (nom. illegit.) 
Armillaria focalis var. goliath (Fries) P. Karsten (1879), Bidrag till kännedom af Finlands natur och folk, 32, p. 19 
Armillaria robusta var. goliath (Fries) Bresadola (1901), in Sarnthein, Österreichische botanische zeitschrift, 51, p. 479 
Armillaria nauseosa A. Blytt (1905) [1904], Skrifter udgivne af videnskabsselskabet i Christiania : I. Mathematisk-naturvidenskabelig klasse, 1904(6), p. 22 
Tricholoma goliath (Fries) S. Lundell & Nannfeldt (1949), Fungi exsiccati suecici, praesertini upsalienses, 35-36, n° 1706 
Tricholoma focale var. goliath (Fries) Bon (1976), Documents mycologiques, 6(22-23), p. 273 
Tricholoma nauseosum (A. Blytt) Kytövuori (1989) [1988], Karstenia : Journal of the Finnish mycological Society, 28(2), p. 69 
Tricholoma caligatum var. nauseosum (A. Blytt) Bon (1990), Documents mycologiques, 20(78), p. 38

## Bilan nomenclatural et synonymes superflus
Armillaria matsutake S.Ito & S.Imai, q.v., fide Ito et Imai 1925, Bot. Mag. Tokyo 39 : 327, qui indiquent leur espèce comme synonyme d'Armillaria caligata au sens de Hariot & Patouillard 1902, comme le note Kytövuori 1988 (1989), Karstenia 28 (2) : 69.
En plus du hiatus écologique considérable entre les deux taxons, la synonymie de T. matsutake avec T. caligatum est basée, selon Scott Redhead, sur un nom mal appliqué, fide Bon 1984, p.275; fide Riva 1988, Fungi Europaei: Tricholoma p. 400, Tricholoma matsutake q.v. identique à T. caligatum, mais la base de la synonymie proposée par ces auteurs est inconnue.
- Armillaria caligata (Viv.) Gillet, Hyménomycètes (Alençon): 79 (1874)

- Sphaerocephalus caligatus (Viv.) Raithelh. [sub. nom. 'caligatum'], Metrodiana 8(2-3): 52 (1979)

- Tricholoma caligatum (Viv.) Ricken, 1914, Die Blätterpilze p.331;

- Tricholoma caligatum (Viv.) Bres., cité in Lindau and Ulbrich 1928, Kryptogamenflora für Anfänger p. 351.

- Tricholoma caligatum (Viv.) Maire, Maire 1933, Publ. Junta Cienc. Nat. Barcelona, Treb. Mus. Cienc. Nat. Barcelona XV nr. 2 p.80, cité in IFP 1932-35, p. 238, binôme superflu.

## Description duTricholoma matsutakess. str.

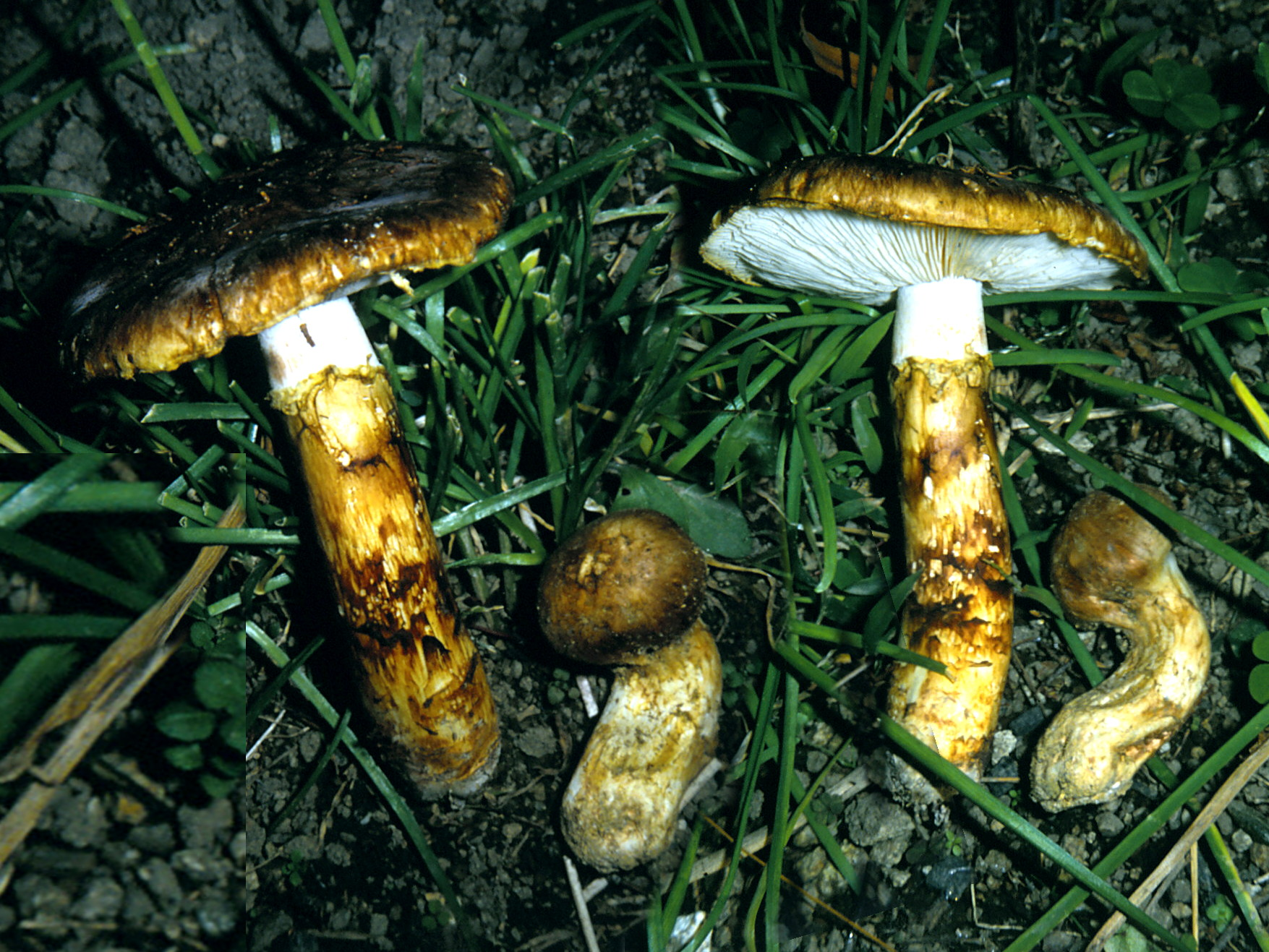
Tricholoma matsutake chair douce et odeur agréable (Hiroshima)

- Chapeau de 8 à 20 cm de diamètre, atteignant parfois 30 cm, initialement sphérique, devenant convexe avant de s'étaler. La surface est revêtue d'écailles fibrilleuses brun jaunâtre pâle ou brun châtain pouvant noircir (brun noir) avec l'âge et se fendre radialement pour laisser apparaître çà et là la chair blanche sous-jacente. La marge du chapeau est enroulée vers l'intérieur[25].
- Stipe 10-20 x 1,5-3 cm (les spécimens géants atteignent jusqu'à 30 cm de long), massif, d'épaisseur égale ou légèrement atténué vers le haut, solide, la surface est blanche au-dessus de l'anneau, la partie inférieure engainée dans une armille fibrilleuse brune semblable à celle du chapeau ; anneau tendre, persistant ;
- les spores largement circulaires, 6,5 ~ 7,5 x 4,5 à 6,5 µm. Il fait parfois une courte apparition pendant la saison des pluies (juin), mais c'est en octobre qu'il colonise principalement la litière des forêts de pins rouges du en formant souvent des ronds de fées. Comestible réputé. Distribution: Japon (toutes régions), Corée, Chine, Taïwan.

## Espèces souvent confondues
Espèces proches du matsutaké, venant également sous les pins : 

### Tricholoma robustum(Alb. et Schw.: Fr.) Ricken sensu Imazeki.
Matsutake-modoki [ = pseudo-matsutaké]. En patois: "Obasan no Matsutaké"
- Ressemble au T. matsutake et venant dans les mêmes forêts à Pins rouges dits "akamatsu", dominants, quoique plus tardifs (octobre),  mais ils sont de taille nettement plus petite (chapeau 4-10 cm, stipe 1-2 cm) de couleur brun rougeâtre, à petites squames souvent redressées. La base du pied est brusquement amincie, terminée en pointe. La chair d'abord blanche, se tache de brun comme les lames et noircit à la cuisson. Odeur et saveur médiocre, sans aucune comparaison avec le matsutaké, bien que comestible (le nom en patois : " matsutaké de Tantine ", serait alors ironique?).
- Spores ellipsoïdes 6-7 x 3,5-4 µm. Distribué dans tout l'hémisphère Nord, surtout au Nord de la zone tempérée.

### Tricholoma caligatum(Viv.) Ricken 1915

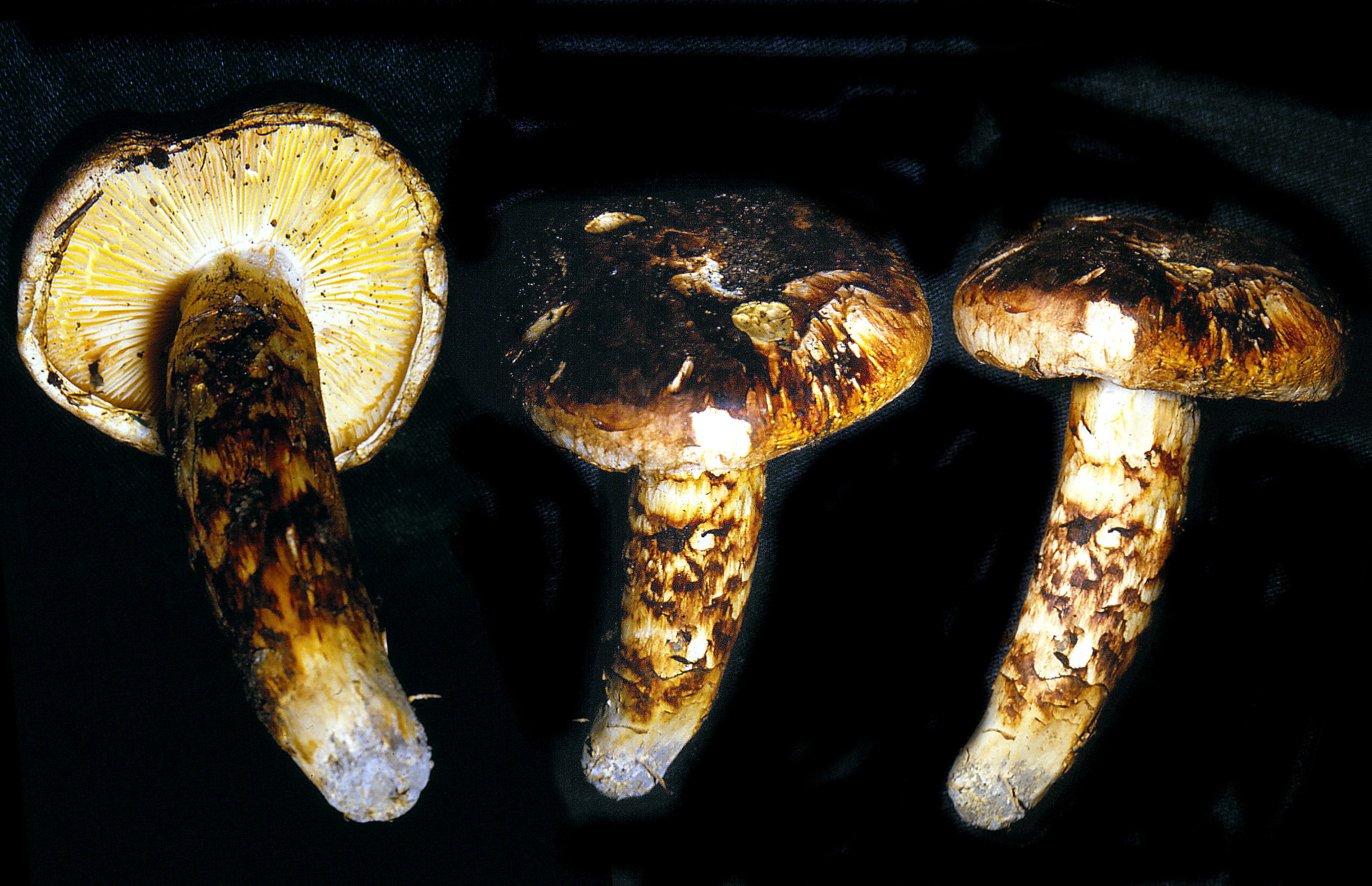
Tricholoma caligatum var. nauseosum - Tricholome chaussé Toulon, Var (France). Odeur forte, aromatique, chair de saveur plutôt amère.

En 1983, Moser ne reconnaissait qu'une seule espèce : T. caligatum, méridional.
En 1988, trois espèces étaient reconnues dans le groupe Tricholoma caligatum en Europe :
1. T. caligatum (Viv.) Ricken, chap.10 cm, odeur sucrée d'Inocybe piriodora, vite écœurante, couleurs[29],[30].
2. T. nauseosum (Blytt) Kytiiv., comb. nov., grosse espèce boréale, odeur désagréable. Pinus.
3. T. dulciolens Kytov., spec. nov. nombreuses petites écailles, de teinte carnée, spores inférieure à 6 μm de long, Dans les bois de Picea.

Ces deux premières espèces sont également signalées en Afrique du Nord.
- Au sens large de section Caligata : basides non bouclées, couleurs roussâtres à rougeâtres, cuticule à la fois lubrifiée-visqueuse à méchuleuse ou à squames remarquables, le pied chaussé d'une armille évidente à texture et couleurs identiques au revêtement du chapeau[13].
- L'espèce européenne semble avoir été dédaignée par les mycophages, comme un champignon amer et non comestible, jusqu'à un revirement récent [32] à la suite de la perspective de profits conséquents en fournissant les restaurants japonais de la planète.
- En Suède, les récoltes les plus abondantes destinées au marché japonais (sous l'étiquette complaisante de Tricholoma matsutake, syn. T. nauseosum!) localement nommées « Mousserons de Goliath[33] » se font sur les landes de pins d'Örnsköldsvik et plus au nord (Bergius et Danell, 2000[34]). Kytövuori (1988[28]) signale qu'elle n'est pas rare en Laponie finlandaise et suédoise en forêt de pins assez ouverte et sèche riche en lichen, avec une couche d'humus très mince. Le fait que l'espèce soit plus rare dans le sud explique pourquoi elle n'a pas de tradition alimentaire, car c'est dans le sud que l'on trouve la plupart des mycophages. Il s'agit du Mousseron à collier, Tricholoma robustum, du Mousseron parfumé, T. dulciolens et du mousseron à collier rouge brique T. focale. En Amérique du Nord, il existe également le point de vente alimentaire américain T. magnivelare.T. caligatum se trouve principalement dans le sud de l'Europe et en Afrique du Nord. Aucune de ces espèces n'a été trouvée dans l'hémisphère sud (Kytövuori, 1988[28]) .
- En Europe, surtout dans le bassin méditerranéen, on a fini par synonymiser le T. matsutake à Tricholoma caligatum[35],[36] ou mieux encore à sa variété nauseosum[37] (donc, espèce nauséabonde !), ce qui a autorisé certains mycologues à tourner en dérision les goûts extra-terrestres des Japonais, sans les avoir jamais goûtés !).
- Même tendance en Amérique du Nord, traditionnellement mycophobe, qui qualifie l'odeur de Tricholoma magnivelare (c'est le nom du tricholome chaussé américain) comme rappelant « les vieilles chaussettes »[38] ! Il pourrait s'agir de taxons écologiques et organoleptiques, plus ou moins savoureux selon l'habitat et l'hôte[39],[32]. Il semble en tous cas très apprécié par les sangliers, les ours, les cerfs, les élans.
- En 2000, une étude génétique affirmait que T. nauseosum était identique à T. matsutake (Bergius et Danell, 2000[40]).  T. nauseosum étant le nom le plus ancien, il aurait dû avoir priorité sur le nom T. matsutake. Exceptionnellement, et « pour des raisons évidentes (!) considérant les qualités gustatives appréciées de ce champignon » (surtout par les Japonais), le nom T. matsutake a été retenu pour l’espèce asiatique et nord-européenne ( C'est pourtant rigoureusement proscrit par le code de nomenclature, cf. Nomen conservandum)[41].
- Les Tricholomes du groupe « Matsutaké » sont tous des champignons terricoles et mycorrhiziques pérennes. Ils développent une association symbiotique avec les racines d'arbres spécifiques (Ogawa, 1976[42]).

## Distribution: espèce endémique ou pandémique?
- À l'origine, le nom « matsutaké » renvoie uniquement à l'espèce japonaise, décrite par S. Ito et S. Imai, Tricholoma matsutake, mais depuis les années 80, le nom fait référence à un groupe d'espèces ressemblantes susceptibles d'être vendues aux gourmets japonais ! (Hosford  et  al., 1997[43]).
- Au sens strict défini par son habitat et son parfum, Tricholoma matsutake était réputé abondant et largement distribué au Japon, puis il fut signalé en Corée, Chine et Taïwan. En fait, le statut endémique a été attribué à très peu d'espèces japonaises compte tenu du retard de l'inventaire dans les pays voisins d'Extrême-Orient et d'Asie du Sud-Est[44],[45], exception faite de l'ancien « extrême orient soviétique » abondamment prospecté par Bondartsev[46]. Hongo la classe dans la zone Extrême-Orientale.

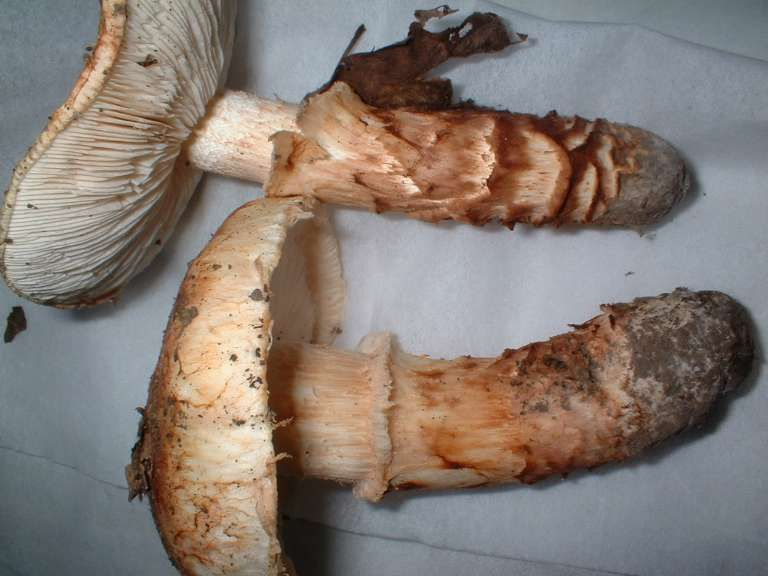
Tricholoma bakamatsutake

- Tricholoma bakamatsutakeIl y aurait une quinzaine d'espèces et au moins une variété réparties dans le monde selon Zang, 1990[47]; Liu et al., 1999[48], à briguer " l'appellation  Matsutaké".
  - En Asie, il s'agit principalement de T. matsutake, dont la distribution s'est quelque peu élargie.
  - En Amérique du Nord, c'est le T. magnivelare (« American  matsutake »)[41].
  - En Europe, T. caligatum, (European matsutake) loc. cit.
  - Des espèces apparentées : T. bakamatsutake, T. quercicola, T. fulvocastaneum et T. robustum.
  - Et jusqu'en Océanie (Wang et al., 1997[49]).
- Rien qu'en Chine, cinq espèces (et une variété) auraient été identifiées dans au moins huit provinces (Liu et al., 1999[48]), dont T. matsutake est la plus précieuse et fait l'objet d'une exploitation intensive. Il est activement recherché en Corée[50] et en Chine, dans la région autonome du Guangxi et la province du Yunan, dans le Sud de la Chine.[citation nécessaire].
- Mais ces sosies de treizième zone n'atteignent pas 10% de la valeur du véritable matsutaké de Nagano ou de Saijô. Ceci semble dû en grande partie à la dégradation ou l'inadéquation de l'odeur, le délai de livraison et le manque de fraîcheur. Il en va de même pour des espèces japonaises très proches comme le Tricholoma bakamatsutake[12].

## Les différentes odeurs selon les taxons du groupe
- Au Japon, l'odeur du type est généralement considérée comme très agréable (bien que certaines personnes n'aiment pas l'odeur aromatique), au point d'avoir inspiré le dicton « Matsutaké pour le parfum, shimeji pour la saveur ». Le plus souvent, on le consomme pour son arôme, simplement cuit à la vapeur dans l'autocuiseur (rice cooker): c'est le  "le riz au matsutaké" (Matsutaké-Gohan) ou encore en tenpura. Comme d'autres champignons, les matsutakés développent la composante dite umami lorsqu'ils sont chauffés, alors qu'elle est nulle quand ils sont consommés crus. Les principaux composants de ce parfum ont été identifiés en 1938 par le Dr. Yunosuke Iwade, nommés oct-1-èn-3-ol et trans- 2 -octen-1-ol appelés matsutakeol. Composé de méthyle, il a également réussi la synthèse artificielle, notamment le cinnamate de méthyle qui est à l'origine du parfum caractéristique du Matsutaké. Des parfums synthétiques bon marché qui reproduisent l'odeur de Matsutake sont également disponibles dans le commerce sous le nom de Matsutake essensu (« Essence de Matsutaké »)[51].

- Sous le nom de Tricholoma caligatum, le tricholome chaussé (ou Armillaire Goliath) est le principal concurrent Européen dans la course à l'AOC et au label « matsutaké d'Europe », surtout méridionale, fréquente les conifères de la Méditerranée, notamment les pins d'Alep, s'irradiant jusqu'à la Laponie, en se faisant de plus en plus rare vers le nord. Odeur forte aromatique rappelant l'essence de Bergamote, les narcisses ou les poires blettes (Inocybe bongardi), à la longue nauséeuse. Saveur désagréable, un peu amère[52].
- René-Charles Azéma fait observer : « Tricholoma caligatum dégage une telle odeur qu'il est repoussant. Quelques auteurs mal informés l'ont synonymisé avec une espèce qui pousse au Japon sous les pins rouges : le matsutaké. Ce dernier est de taille plus grande, avec un chapeau jaunâtre et brunissant. Sa cuticule est crevassée, fissurée ou dilacérée, et il dégage une odeur suave, très agréable »[53].
- Sous le nom de Tricholoma caligatum var. nauseosum (A. Blytt) Bon (1990), malicieusement ressuscité par le grand mycologue de Picardie, (célèbre pour ses contrepets (Nauséa - Bon), dans une « étude » basée sur... un seul spécimen, ramené par un voyageur !  cf. Documents mycologiques, 20 (78), p. 38, s'élimine d'emblée à peine nommé[54],[55].

## Phylogénie du groupe
La phylogénie du groupe Tricholoma matsutake a été étudiée de façon intensive (Chapela et Garbelotto 2004, Ota et al. 2012). Les populations des forêts de pins d'Europe et d'Asie semblent appartenir à un taxon uniforme, T. matsutake (=T. nauseosum), à l'exception de quelques populations des forêts strictement calcaires proposées au nom de T. ilkkai (ined.). En Amérique du Nord, on reconnait deux taxons nettement distincts : le Matsutaké américain / matsutaké blanc T. magnivelare dans les régions de l'Ouest, et  “le T. magnivelare de l'Est” (principalement venant sous Pinus ponderosa) lequel apparaît phylogénétiquement proche ou conspécifique du T. matsutake Eurasien (Chapela and Garbelotto 2004, Voitk 2013). Sous réserve de confirmation par des études complémentaires.
Voir également l'article de Jacques Flandry : Le matsutaké du Québec, un proche parent du matsutaké asiatique.

## Prix exorbitants et fragilité de la ressource
Le Japan Times (novembre 2010) donne une fourchette entre 20 000 et 100 000 yens le kilogramme selon les années pour la production locale.
Comme la truffe dans la gastronomie italienne et française, le champignon ectomycorhizien,, du pin rouge au Japon, « véritable » matsutaké, est une ressource pécuniaire importante, mais aléatoire et fragile, ayant déjà souffert de la désertion des campagnes au début du XXe siècle, avec comme première conséquence, le défaut d'entretien et de fréquentation des pinèdes. Le déclin de la présence humaine a affecté l'entretien des chemins d'accès, l'aération de la litière, contrariée par l'amoncellement des aiguilles de pins, ainsi que la fin du ramassage du petit bois pour le chauffage, semble avoir favorisé les parasites du pin (matsu-kui-mushi et autres maladies) qui ont détruit des milliers d'hectares de forêts de pins dans les années 1960 à 1980,.
La maladie du flétrissement du pin (observée à Nagasaki dès 1905), mais dont l'agent ne fut identifié que par (Yano 1935). On avait soupçonné les insectes foreurs du bois d'être la cause de la mort massive d'arbres, d'où le nom japonais de la maladie de "matsu-kui-mushi" (punaise dévoreuse du pin) jusqu'à ce qu'un nématode soit impliqué comme agent causal (Tokushige & Kiyohara 1969; Kiyohara & Tokushige 1971). Mamiya et Kiyohara (1972) ont décrit le nématode parasite facultatif des plantes / champignons comme Bursaphelenchus lignicolus et Morimoto et Iwasaki (1972) ont impliqué le longicorne, Monochamus alternatus Hope, comme le principal vecteur du nématode au Japon.
La maladie s'est déplacée rapidement à travers le Japon, atteignant la partie la plus septentrionale de l'île vers 1980 en détruisant de vastes forêts de pins indigènes (par exemple Pinus thunbergii Parl. [Pin noir du Japon] et P. densiflora Sieb. & Zucc.) (résumé par Futai 2008; Kishi 1995), puis a gagné la Chine vers 1982 (Cheng et al. 1986; Zhao 2008), Taïwan vers 1983 (Zhao 2008) et la Corée du Sud vers 1988 (Yi et al. 1989). En 1999, la maladie du flétrissement du pin a été signalée au Portugal (Mota et al.1999) et finalement en Espagne en 2008 (Abelleira et al.2011) où elle a continué à détruire de très grandes superficies de plantations de pins indigènes (et donc natives, comme le Pinus pinaster Aiton [pin maritime]).
Dans un second temps, la célébrité du champignon à Tokyo et dans les métropoles régionales, puis l'essor de la cuisine nipponne en Europe a fait exploser la demande. En Chine et en Corée, les milieux sont devenus également très convoités pour l'exportation. De véritables « raids de pillages » amènent trop souvent la disparition pure et simple de la ressource mycologique dans lesdits milieux.
Le 13 juillet 2020 à Tôkyô - Le Matsutaké a été ajouté à la liste rouge des espèces menacées d'extinction de l'Union internationale pour la conservation de la nature (UICN),.

## Galerie

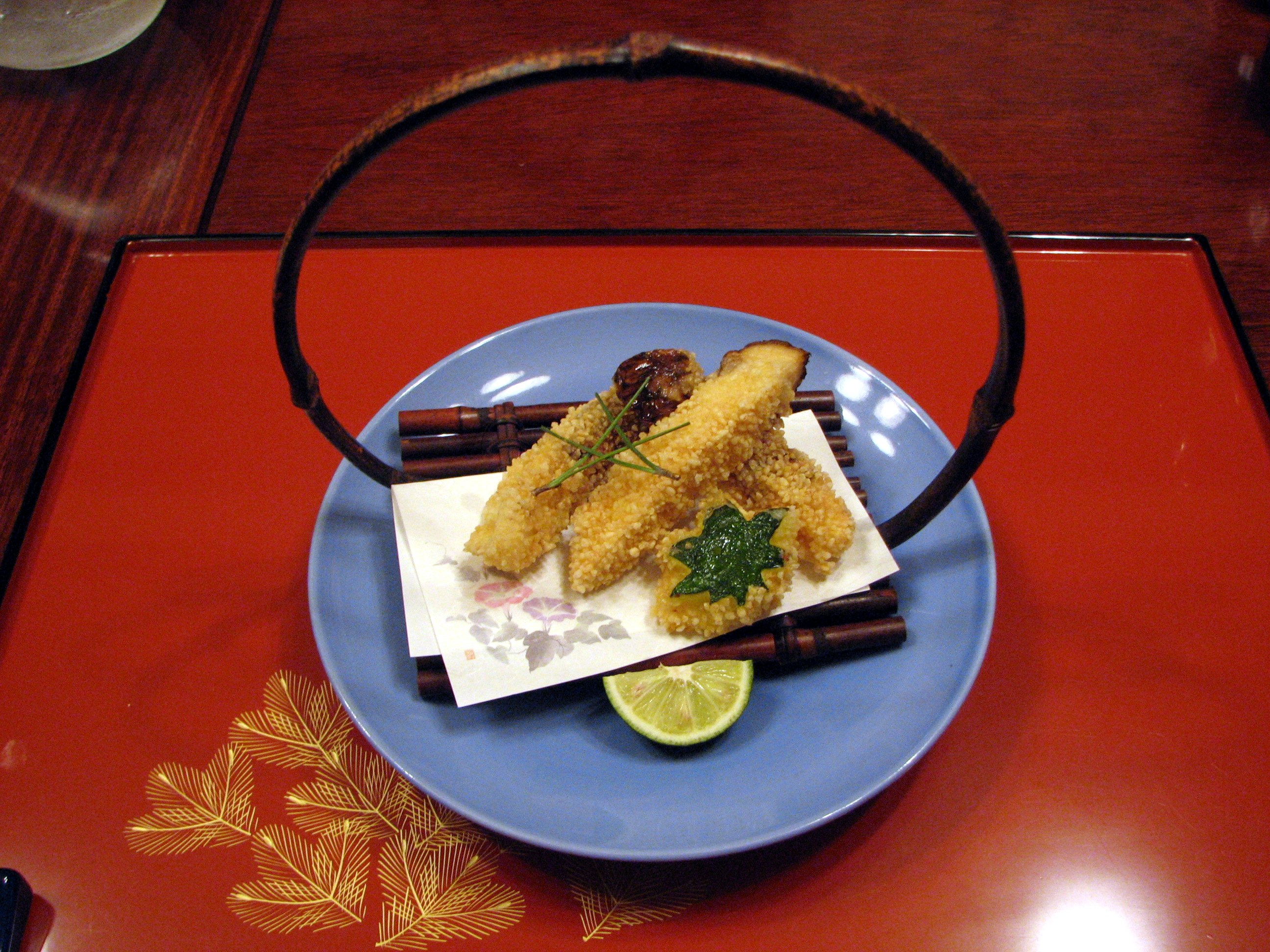
Tenpura de matsutaké.
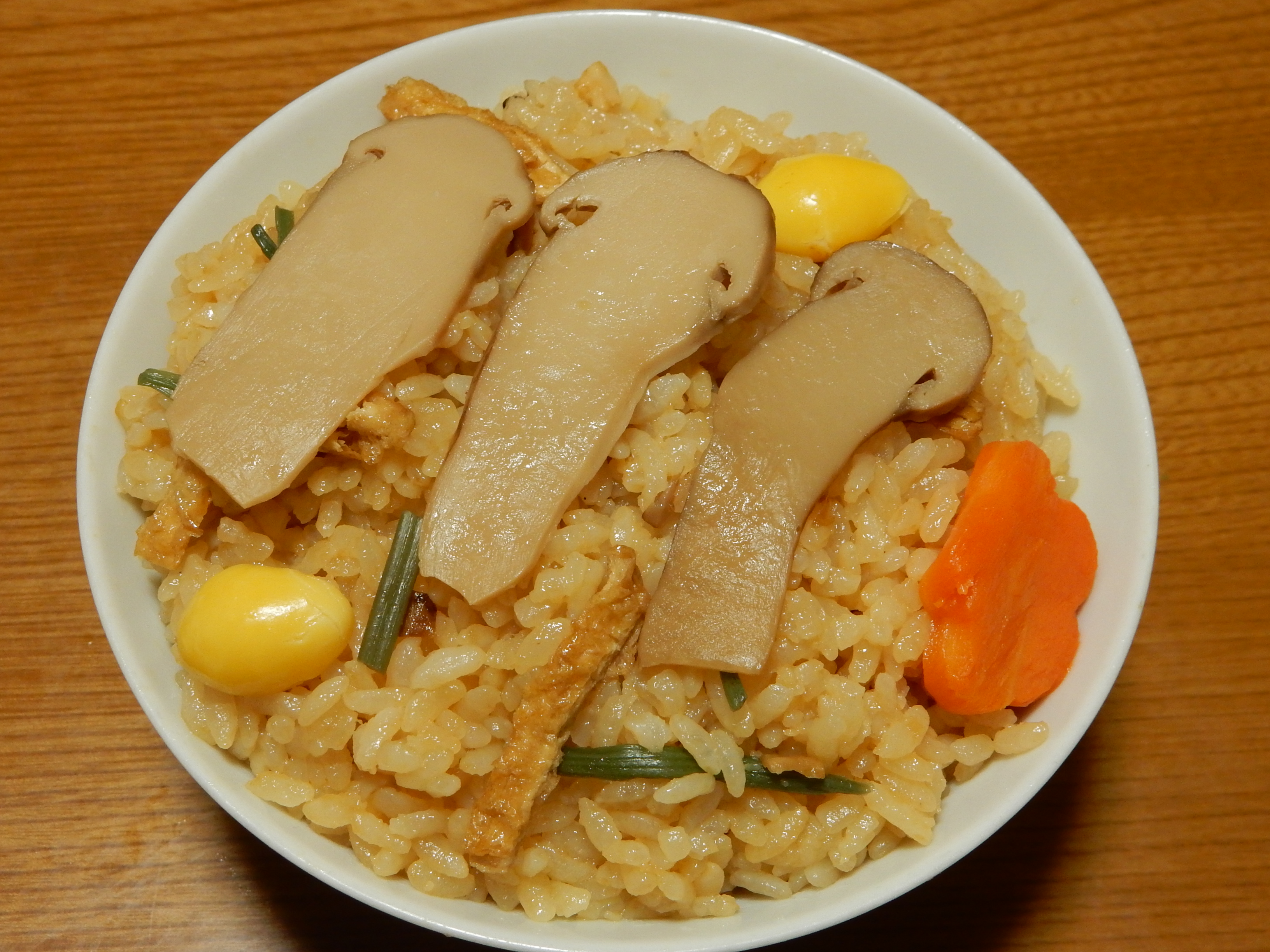
Riz au matsutaké.
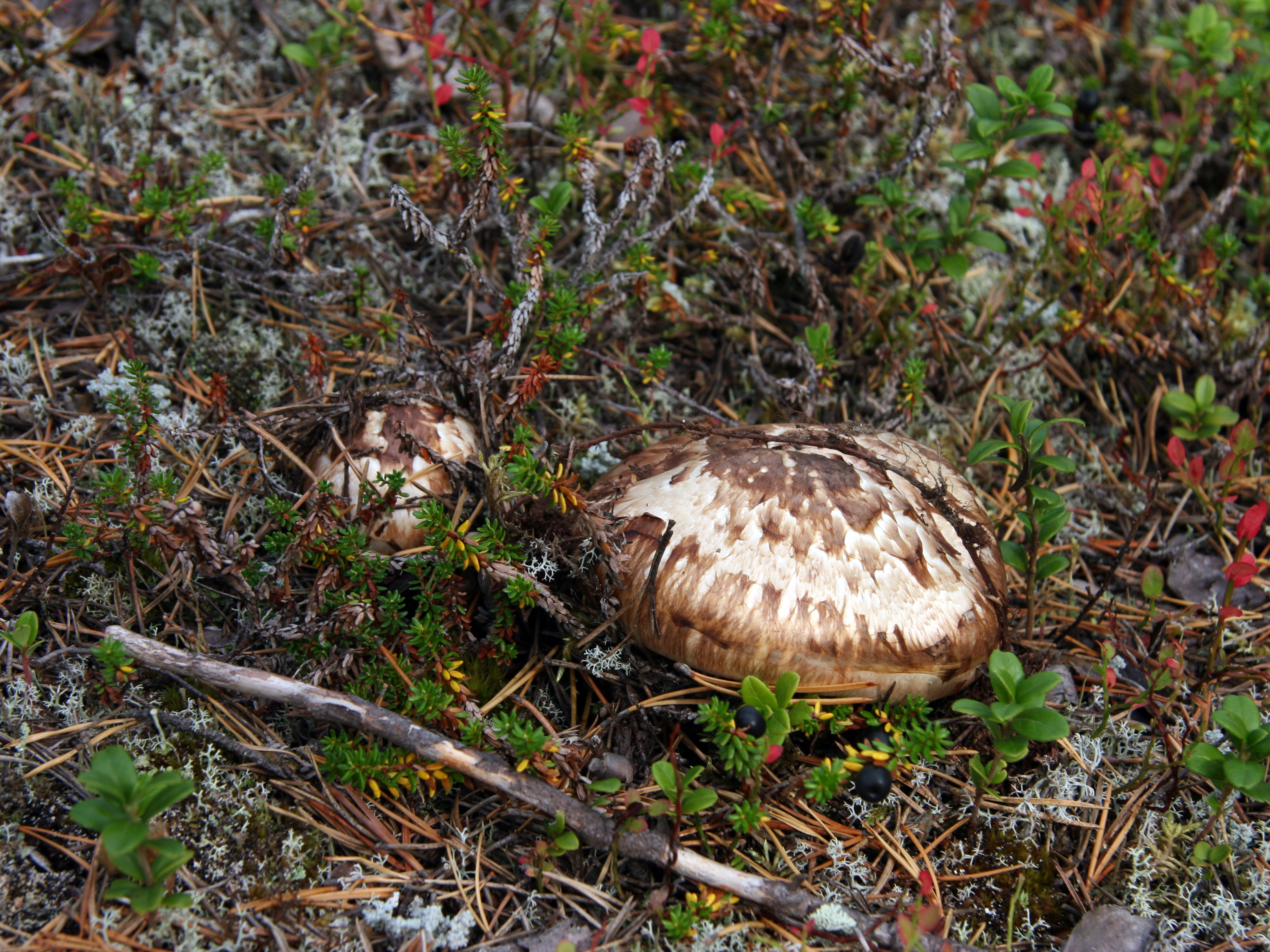
« Mousseron Goliath », récolté dans le Norrland (Suède). Ce nom normalisé est généralement synonyme de Tricholoma caligatum (Viv.) Ricken
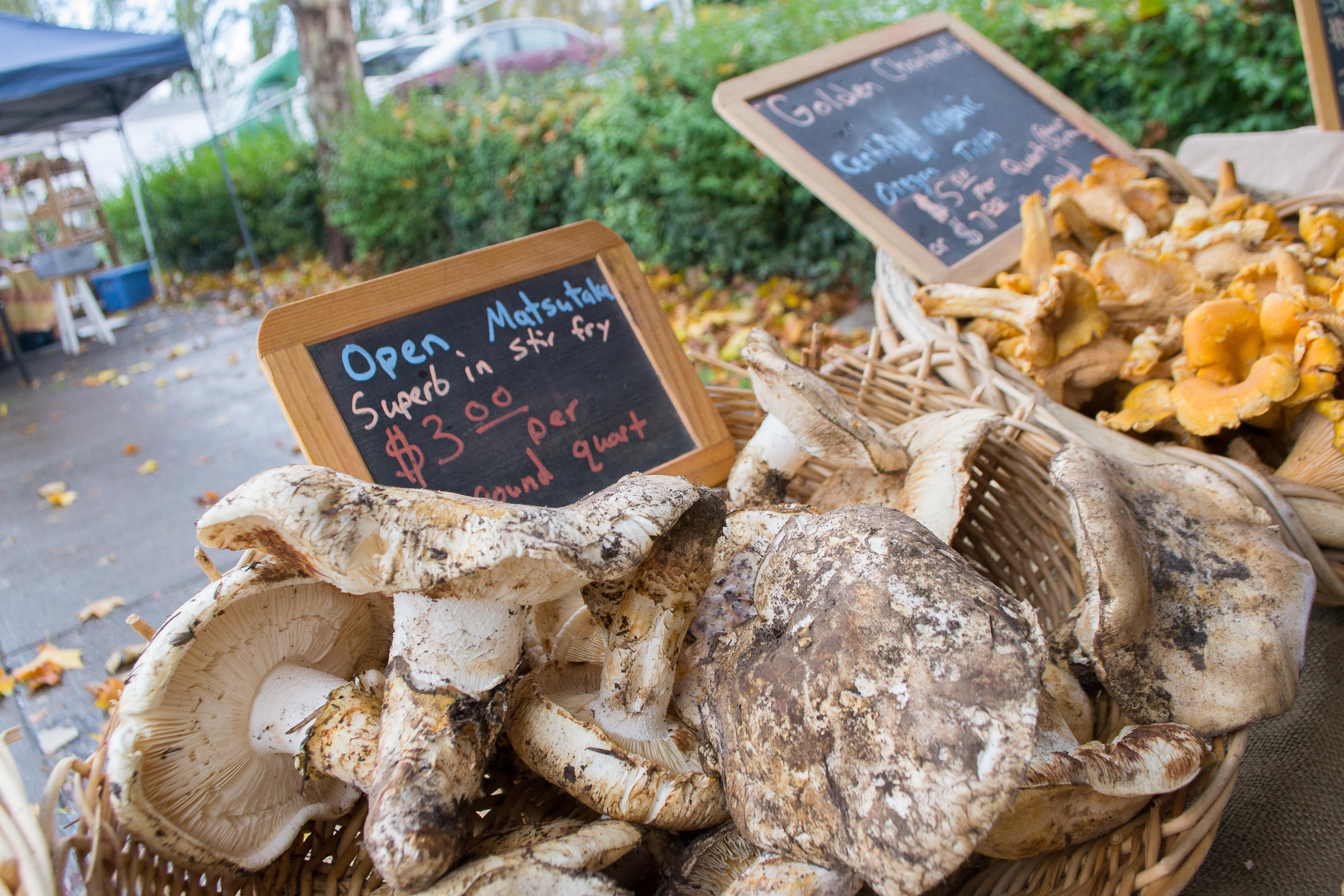
Sur un marché dans l'Oregon.
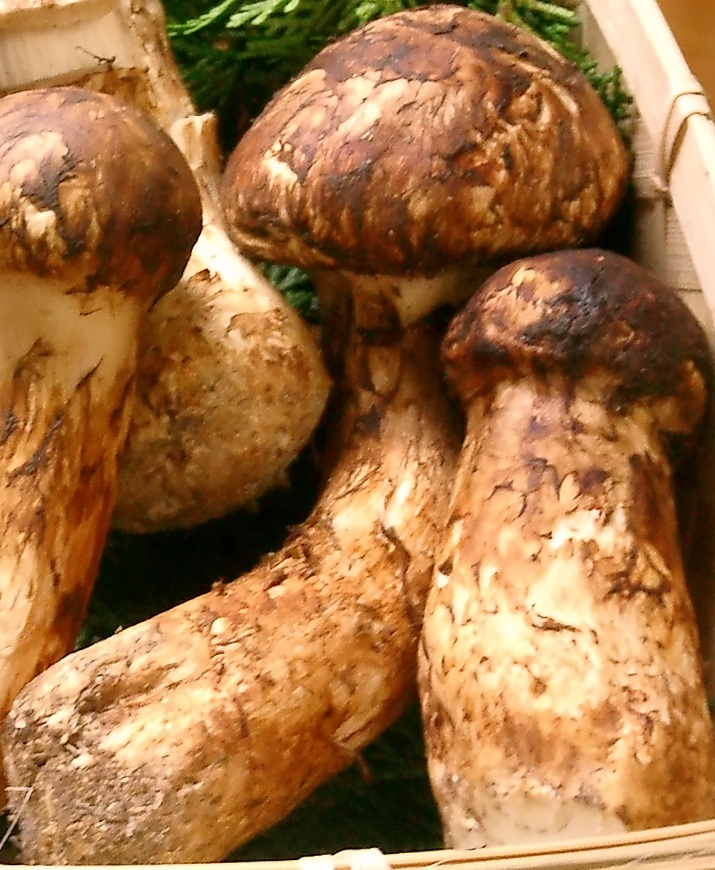
Jeunes spécimens.

## Manga et «culte» du Matsutaké
En plus des motivations mercantiles, on assiste à un phénomène de « tsunami médiatique » d'une nouvelle quête mystique des « takés » (waraï-také, maï-také, man-nen-také ou Reishi, etc.) déferlant pour sauver ou condamner le monde (sic), chacun croit voir l'objet de la prédication à sa porte : on signale régulièrement son extension depuis l'Europe du Sud, Afrique du Nord (Maroc) vers des régions de plus en froides telles que la Scandinavie, la Jamésie (Québec, Canada), notamment dans l'État de l'Oregon au nord-ouest des États-Unis... Le champignon dit de la « fin du monde » semble être un retour de refoulé du champignon atomique de Hiroshima et Nagasaki en tant qu'armes de destructions massive.
- (en) « Site Nord américain du culte du matsutake », sur matsiman.com (consulté le 5 janvier 2020).
- (en) Shiho Satsuka, « Lessons from the Matsutake Worlds Research Group », sur www.multispecies-salon.org, 2011 (consulté le 5 janvier 2020).
- Jörg-Daniel Hissen, Le Matsutaké« », un champignon en or, ZD (États-Unis, 2008, 43 min)[77]. Reportage portant sur la fièvre des cueilleurs de  matsutakés américains dans l'Oregon, aux États-Unis.Il est cueilli par Karma, personnage de Assassination Classroom au chapitre 115.

- L'image du « champignon de la fin du monde » est exploitée dans la pièce de théâtre Nickel, de Mathilde Delahaye[78].

### Ouvrages
- Anna Lowenhaupt-Tsing (trad. de l'anglais par Philippe Pignarre, préf. Isabelle Stengers), Le champignon de la fin du monde : sur les possibilités de vivre dans les ruines du capitalisme, Paris, Les Empêcheurs de penser en rond-La Découverte, 2017, 415 p. (ISBN 978-2-35925-136-4).